# كازالفيكيو دي بوليا
كازالفيكيو دي بوليا (بالإيطالية: Casalvecchio di Puglia)‏ هي بلدية في مقاطعة فودجا في إقليم بوليا الإيطالي.

## السكان
في سنة 1861 بلغ عدد السكان 2٬245 نسمة، وتطور العدد ليصل في سنة 2011 لـ 1٬939 نسمة.
يظهر هذا المخطط البياني تطور النمو السكاني لـ كازالفيكيو دي بوليا